# Bryoptera subnigra
Bryoptera subnigra är en fjärilsart som beskrevs av W. Warren 1907. Bryoptera subnigra ingår i släktet Bryoptera och familjen mätare. Inga underarter finns listade i Catalogue of Life.